# Sanaa Atabrour
Sanaa Atabrour (* 28. Februar 1989) ist eine marokkanische Taekwondoin. Sie startet in der Gewichtsklasse bis 49 Kilogramm.
Atabrour nimmt seit 2009 an internationalen Wettkämpfen teil. Bei ihrer ersten Weltmeisterschaft in Kopenhagen erreichte sie in der Klasse bis 49 Kilogramm das Viertelfinale und verlor dort nur knapp gegen Yasmina Aziez. Der endgültige Durchbruch in die internationale Spitze gelang ihr bei der folgenden Weltmeisterschaft 2011 in Gyeongju. Im Viertelfinale besiegte sie Kristina Griwatschewa-Kim und gewann nach einer Halbfinalniederlage gegen Yang Shu-chun mit Bronze ihre erste internationale Medaille. Auch bei den Panarabischen Spielen in Doha war sie erfolgreich und gewann ihren ersten Titel. Anfang des Jahres 2012 siegte Atabrour beim afrikanischen Olympiaqualifikationsturnier in Kairo souverän in der Klasse bis 49 Kilogramm im Finale gegen Catherine Kang und sicherte sich ihre Teilnahme an den Olympischen Spielen 2012 in London.